# Ohele na cmentarzu żydowskim w Warszawie na Woli
Ohele na cmentarzu żydowskim w Warszawie na Woli – na wolskim cmentarzu żydowskim w Warszawie znajduje się obecnie około 40 oheli. Jest to największe ich skupisko w Polsce. Przed wybuchem II wojny światowej takich budowli znajdowało się na tym cmentarzu czterdzieści jeden. Były wznoszone nad grobami wybitnych rabinów i cadyków.
Pewne wątpliwości budzi data powstania pierwszego ohelu na tym cmentarzu. Wynikają one z różnego sposobu interpretowania statusu grobowca Bera Sonnenberga. Jeżeli uznać go za ohel to będzie on pierwszym tego typu budynkiem na wolskim cmentarzu, gdyż został wzniesiony około 1831. W razie odmiennego stanowiska, to jest przyjęcia, że jest to mauzoleum, ohel zmarłego w 1839 Szlomo Zalmana Lipszyca należy uznać za najstarszy.
W czasie II wojny światowej niektóre z oheli uległy zniszczeniu, a zniszczenie przez Niemców dokumentacji cmentarza nie pozwoliło na ich zlokalizowanie po wojnie. W okresie powojennym, wobec zagłady nieomal całej żydowskiej społeczności miasta, zaniedbane ohele popadały w ruinę. Dopiero w ostatnich latach niektóre ohele były remontowane i odbudowywane.
Poniższa tabela jest zestawieniem oheli, ich ruin i miejsc w których z dużą dozą prawdopodobieństwa stały ohele przed II wojną światową.
|  | Zobacz multimedia związane z tematem: Ohel Szlomo Zalmana Lipszyca |

|  | Zobacz multimedia związane z tematem: Ohel Jeszai Muszkata |

|  | Zobacz multimedia związane z tematem: Ohel Arie Lejba Cinca |

|  | Zobacz multimedia związane z tematem: Ohel Aharona Kacenelenbogena |

|  | Zobacz multimedia związane z tematem: Ohele na cmentarzu żydowskim w Warszawie na Woli |

|  | Zobacz multimedia związane z tematem: Ohele na cmentarzu żydowskim w Warszawie na Woli |

|  | Zobacz multimedia związane z tematem: Ohel cadyków z dynastii Biala |

|  | Zobacz multimedia związane z tematem: Ohel cadyków wareckich |

|  | Zobacz multimedia związane z tematem: Ohel Immanuela Waltfrieda |

|  | Zobacz multimedia związane z tematem: Ohele na cmentarzu żydowskim w Warszawie na Woli |

|  | Zobacz multimedia związane z tematem: Ohel Barucha Szapiro |

|  | Zobacz multimedia związane z tematem: Ohele na cmentarzu żydowskim w Warszawie na Woli |

|  | Zobacz multimedia związane z tematem: Ohel Jaakowa Jicchaka Szpira |

|  | Zobacz multimedia związane z tematem: Ohel nieznanego cadyka w 32 kwaterze |

|  | Zobacz multimedia związane z tematem: Ohel nieznanego cadyka w 44 kwaterze |

|  | Zobacz multimedia związane z tematem: Ohel Cwi Hirsza Morgensterna |

|  | Zobacz multimedia związane z tematem: Ohel Abrahama Józefa z Kocka |

|  | Zobacz multimedia związane z tematem: Ohel Mojżesza Mordechaja Morgensterna |

|  | Zobacz multimedia związane z tematem: Ohel Mordechaja Józefa Twerskiego |

|  | Zobacz multimedia związane z tematem: Ohel cadyków z Dęblina |

|  | Zobacz multimedia związane z tematem: Ohel Mordechaja Józefa Eleazara Leinera |

|  | Zobacz multimedia związane z tematem: Ohel cadyków z Mszczonowa |

|  | Zobacz multimedia związane z tematem: Ohel Arona Cwi z Białej Rawskiej |

|  | Zobacz multimedia związane z tematem: Ohel Szmuela Weinberga |

|  | Zobacz multimedia związane z tematem: Ohel Nechemiasza z Baranowicz |

|  | Zobacz multimedia związane z tematem: Ohel Mojżesza Mordechaja z Pelcowizny |

|  | Zobacz multimedia związane z tematem: Ohele na cmentarzu żydowskim w Warszawie na Woli |

|  | Zobacz multimedia związane z tematem: Ohel Mosze Aharona Tauba |

|  | Zobacz multimedia związane z tematem: Ohel Jakuba Tauba |

|  | Zobacz multimedia związane z tematem: Ohel cadyka ze Skierniewic |

|  | Zobacz multimedia związane z tematem: Ohele na cmentarzu żydowskim w Warszawie na Woli |

|  | Zobacz multimedia związane z tematem: Ohel cadyków z Jeżowa i Zawiercia |

|  | Zobacz multimedia związane z tematem: Ohel Chaima Sołowiejczyka i Cwi Naftalego Berlina |

|  | Zobacz multimedia związane z tematem: Ohel nieznanego cadyka w kwaterze 49 – pierwszy |

|  | Zobacz multimedia związane z tematem: Ohel nieznanego cadyka w kwaterze 49 – drugi |

|  | Zobacz multimedia związane z tematem: Ohel Salomona Henocha Rabinowicza |

|  | Zobacz multimedia związane z tematem: Ohel Altera Izraela Symeona z Mińska Mazowieckiego |

|  | Zobacz multimedia związane z tematem: Ohel Józefa Arona Rabinowicza |

|  | Zobacz multimedia związane z tematem: Ohel Abrahama Mosze Zilberberga |

|  | Zobacz multimedia związane z tematem: Ohel Icchaka Zeliga Morgensterna |

|  | Zobacz multimedia związane z tematem: Ohel cadyków strykowskich |

|  | Zobacz multimedia związane z tematem: Ohel cadyka ze Zwolenia |